# Yevgeni Pesegov
Yevgeni Valentinovich Pesegov (tiếng Nga: Евгений Валентинович Песегов; sinh ngày 21 tháng 2 năm 1989) là một cầu thủ bóng đá người Nga. Anh thi đấu cho F.K. Dynamo Sankt Peterburg.

## Sự nghiệp câu lạc bộ
Anh ra mắt chuyên nghiệp tại Russian Second Division năm 2006 cho F.K. Krylia Sovetov-SOK Dimitrovgrad.